# Liste der Abgeordneten zum Krainer Landtag (II. Gesetzgebungsperiode)
Diese Liste der Abgeordneten zum Krainer Landtag (II. Gesetzgebungsperiode) listet alle Abgeordneten zum Krainer Landtag des Kronlandes Krain in der II. Gesetzgebungsperiode auf. Die Gesetzgebungsperiode umfasste nur kurze Zeit im Jahr 1867.

## Wahlen und Sessionen
Der Krainer Landtag der I. Gesetzgebungsperiode war mit dem Kaiserlichen Patent vom 2. Jänner 1867 aufgelöst worden. Die Wahlen für den neuen Landtag fanden am 26. Jänner 1867 (Kurie der Landgemeinden), 28. Jänner 1867 (Kurie der Industrie- und Handelskammer bzw. der Städte und Märkte) sowie am 1. Februar 1867 (Kurie der Großgrundbesitzer) statt. Die Angelobung erfolgte in der ersten Sitzung am 18. Februar 1867. Nachdem der Landtag die verfassungsmäßige Rechtmäßigkeit der Aufgaben und Kompetenzen des Reichsrates in Zweifel gezogen hatte, wurde dieser mit dem Kaiserlichen Patent vom 1. März 1867 nach nur wenigen Sitzungen aufgelöst.
In der Gesetzgebungsperiode gab es eine Sitzungsperiode (Session), die vom 18. Februar 1867 bis zum 4. März 1867 reichte. Die letzte Sitzung am 4. März diente jedoch lediglich der Verkündung des kaiserlichen Patentes bzgl. der Auflösung des Landtags.

## Landtagsabgeordnete
Der Landtag umfasste 37 Abgeordnete. Dem Landtag gehörten dabei 10 Vertreter des Großgrundbesitzes, 2 Vertreter der Handels- und Gewerbekammer Laibach, 8 Vertreter der Städte und 16 Vertreter der Landgemeinden. Hinzu kam die Virilstimme des Bischofs von Laibach. Die Wahlperiode reichte von 1870 bis 1871.
Die Tabelle enthält im Einzelnen folgende Informationen:
| Name:       | Name des Abgeordneten |
| Wahlklasse: | Die dem Klassenwahlrecht entsprechende Wahlklasse bzw. Kurie: I. Wahlklasse = Virilstimme (Bischof von Laibach); II: Adelige des Großen Grundbesitzes; III: Handels- und Gewerbekammer; IV: Zensuswahlklasse unterteilt nach Städten/Orten bzw. Landgemeinden |
| Region:     | Die im Wahlbezirk enthaltenen Städte bzw. Gerichtsbezirke (Landgemeindewahlbezirke) |

| Name                            | Wahlklasse                 | Region                        |
| ------------------------------- | -------------------------- | ----------------------------- |
| Barbo-Waxenstein Josef Emanuel  | Landgemeinden              | Treffen, Sittich etc.         |
| Bleiweis Janez                  | Landgemeinden              | Laibach Umgebung              |
| Costa Ethbin Heinrich           | Landgemeinden              | Adelsberg, Planina etc.       |
| Debevc Jožef                    | Handels- und Gewerbekammer |                               |
| Deschmann Karl                  | Großgrundbesitz            |                               |
| Gariboldi Anton                 | Städte und Märkte          | Idra                          |
| Grabrijan Jurij                 | Landgemeinden              | Wippach und Idria             |
| Höffern-Saalfeld Leopold        | Städte und Märkte          | Lak und Krainburg             |
| Horak Janez                     | Handels- und Gewerbekammer | Laibach                       |
| Klun Vinzenz                    | Städte und Märkte          | Laibach                       |
| Koren Matija                    | Landgemeinden              | Adelsberg, Planina etc.       |
| Kos Anton                       | Landgemeinden              | Krainburg                     |
| Kozler Peter                    | Landgemeinden              | Gottschee                     |
| Kramarić Martin                 | Landgemeinden              | Cerembl, Möttling             |
| Langer von Podgoro Franz Viktor | Großgrundbesitz            |                               |
| Pintar Lorenz                   | Landgemeinden              | Radmannsdorf, Kronau          |
| Prevc Valentin                  | Städte und Märkte          | Neumarkt, Stein, Radmannsdorf |
| Rastern Nikomed von             | Großgrundbesitz            |                               |
| Ravnihar Ludvik                 | Städte und Märkte          | Rudolfswerth                  |
| Rudesch Franz                   | Großgrundbesitz            |                               |
| Savinscheg Josef                | Großgrundbesitz            |                               |
| Smola Anton                     | Großgrundbesitz            |                               |
| Souvan Franz                    | Städte und Märkte          | Gottschee                     |
| Svetec Luka                     | Landgemeinden              | Gottschee, Reifnitz etc.      |
| Sennig Josef                    | Großgrundbesitz            |                               |
| Schloißnigg Johann              | Städte und Märkte          | Adelsberg                     |
| Tavčar Michael                  | Landgemeinden              | Treffen, Sittich etc.         |
| Terpinc Fidelis                 | Landgemeinden              | Laibach Umgebung              |
| Thurn-Valsassina Hyazinth       | Großgrundbesitz            |                               |
| Toman Janez                     | Landgemeinden              | Stein und Egg                 |
| Toman Lovro                     | Handels- und Gewerbekammer |                               |
| Treo Santo                      | Landgemeinden              | Treffen, Sittich etc.         |
| Widmer Bartholomäus             | Virilstimme                |                               |
| Wurzbach Julius von             | Großgrundbesitz            |                               |
| Wurzbach-Tannenberg Karl        | Großgrundbesitz            |                               |
| Zagorec Jože                    | Landgemeinden              | Rudolfswerth, Landstraß etc.  |
| Zois-Edelstein Anton            | Landgemeinden              | Krainburg                     |